# Мото-гран-при Китая
Мото Гран-при Китая является этапом чемпионата мира по шоссейно-кольцевым мотогонкам MotoGP.

## Победители Гран-при Китая
| Год  | Трасса                        | 125 cc                  | 250 cc                  | MotoGP                   | Отчет |
| ---- | ----------------------------- | ----------------------- | ----------------------- | ------------------------ | ----- |
| 2008 | Международный автодром Шанхая | Андреа Янноне (Aprilia) | Мика Каллио (KTM)       | Валентино Росси (Yamaha) | Отчет |
| 2007 | Международный автодром Шанхая | Лукаш Пешек (Derbi)     | Хорхе Лоренсо (Aprilia) | Кейси Стоунер (Ducati)   | Отчет |
| 2006 | Международный автодром Шанхая | Мика Каллио (KTM)       | Эктор Барбера (Aprilia) | Дани Педроса (Honda)     | Отчет |
| 2005 | Международный автодром Шанхая | Маттиа Пазини (Aprilia) | Кейси Стоунер (Aprilia) | Валентино Росси (Yamaha) | Отчет |